# Chinook (taalfamilie)

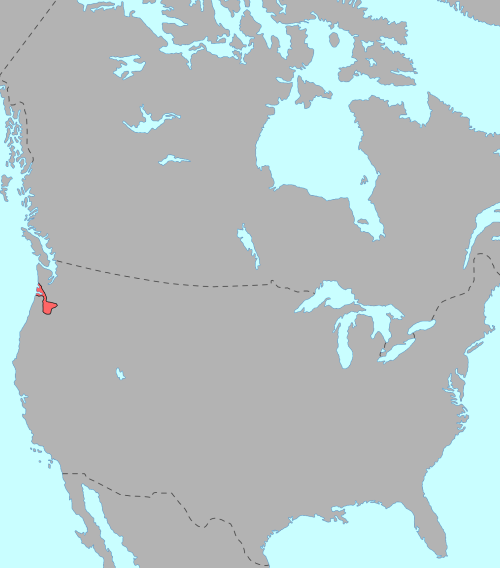
De verbreiding van de Chinooktalen voor de komst van Europese kolonisten

De Chinooktalen vormen een taalfamilie van drie talen die oorspronkelijk gesproken werden aan de benedenloop van de Columbiarivier in de huidige staten Washington en Oregon door de Chinookindianen. In de 18e eeuw hadden de Chinooktalen naar schatting 16.000 sprekers. Besmettelijke ziekten uit Europa en de kolonisatie van het Chinookgebied door blanke kolonisten leidden echter tot een sterke daling in het aantal Chinook. De overlevenden werden in de tweede helft van de negentiende eeuw in reservaten geplaatst, waar hun taal en cultuur geleidelijk verdwenen. De taalfamilie staat nu op het punt uit te sterven.
Sinds Edward Sapir en Leo Frachtenberg in het begin van de twintigste eeuw de Chinooktalen onder de Penutische talen schaarden, is de taalfamilie altijd een vast onderdeel geweest van deze hypothetische superfamilie. De verwantschap tussen de Penutische talen is tot op heden echter niet sluitend bewezen. 
De Chinooktalen hebben twee ISO 639-3 codes toegewezen gekregen, chh voor Lower Chinook, en wac voor Wasco-Wishram, die in dat verband als enige overlevende gelijkgesteld wordt aan Upper Chinook.

## Classificatie
- Lower Chinook (ook Coastal Chinook genoemd) kende twee varianten:
  - Clatsop werd gesproken  door de Clatsop aan de monding van de Columbiarivier en op de Clatsop Plains.
  - Chinook (ook bekend als Shoalwater) werd gesproken door de Lower Chinook in Zuidwest-Washington rond het zuiden van de Willapa Bay. Beide variëteiten zijn nu uitgestorven op 12 personen na (1996).[2]
- Upper Chinook (ook bekend als Columbia Chinook of Kiksht) omvat de volgende, bijna alle uitgestorven dialecten:
  - Cascades, gesproken door de Cascadesindianen bij de watervallen in de Columbiarivier, tussen Mount Hood en Mount Adams.
  - Clackamas, gesproken door de Clackamas en Clowwewalla in noordwest Oregon langs de Clackamas-, Sandy- en Willametterivier.
  - Hood River, gesproken door de Chilluckittequaw langs de Hood River
  - Multnomah, gesproken op Sauvie Eiland en in het gebied rond Portland in noordwest Oregon.
  - White Salmon, gesproken langs de gelijknamige rivier
  - Wasco-Wishram, gesproken door de Wasco en de Wishram aan beide zijden van de Columbiarivier bij The Dalles. Dit is het laatste overlevende dialect van Upper Chinook. In 1990 waren er nog 69 sprekers in leven, waarvan 7 eentalig.[3] De laatste persoon die de taal vloeiend sprak, Gladys Thompson, overleed in 2012.[4] Met onderwijs van de taal aan jonge kinderen wordt geprobeerd het Wasco-Wishram in leven te houden.[5]
- Cathlamet (ook bekend als Katlamat of Kathlamet) werd gesproken in noordwest Oregon door de Cathlamet, aan de zuidelijke oever van de Columbia rivier, en op de tegenoverliggende oever in Washington. Het stierf uit in de jaren 30 van de 20e eeuw.

De indeling van het Cathlamet is onzeker. Deze taal is zowel bij het Upper Chinook als bij het Lower Chinook ingedeeld, maar is met geen van beide onderling verstaanbaar. Daarom is de taal hier als aparte subgroep opgenomen.

## Kenmerken
De Chinooktalen zijn allen nauw met elkaar verwant. Ze kennen drie geslachten, worden gekenmerkt door een grote hoeveelheid onomatopeeën en zijn agglutinerende talen, waarin samengevoegde morfemen woorden vormen die soms de betekenis van hele zinnen bevatten. Het Wasco-Wishram woord acimluda (=Hij zal het aan u geven) is bijvoorbeeld samengesteld uit a- toekomende tijd, -c- hij, -i- hem, -m- u, -l- aan, -ud- geven en -a toekomende tijd.

## Chinook Jargon
De Chinook, vooral de Shoalwater, speelden een belangrijke rol in de handel in de Pacific Northwest, en verbonden de Noordwestkust tot en met Alaska met de Great Plains, waar de Nez Perce de handel verder overnamen. Om de handel te vergemakkelijken is er waarschijnlijk een handelstaal ontstaan in de regio die veel woorden uit het Shoalwater bevatte. In de 19e eeuw is deze taal onder invloed van vooral Europese talen uitgegroeid tot het Chinook Jargon. Het Chinook Jargon is dus geen deel van de Chinooktaalfamilie.

## Huidige situatie
Het Cathlamet is in de jaren 30 uitgestorven. Het Lower Chinook kende in 1996 nog 12 sprekers, maar is tegenwoordig waarschijnlijk uitgestorven. De laatste persoon die vloeiend Upper Chinook sprak overleed in 2012. Met onderwijs van de taal aan kinderen wordt nu geprobeerd de taal voor totale verdwijning te behoeden.